# Attemsi
Rodbina Attems je  bila ena najvplivnejših in najpomembnejših plemiških rodbin na Slovenskem, še posebej na Štajerskem. Na današnjem slovenskem ozemlju so imeli v lasti številna posestva in gradove. 

## Izvor
Izvor rodbine Attems, je kot pri večini starih plemiških rodbin, zavit v temo. Po ugotovitvah nekaterih zgodovinarjev izhaja iz nemške rodbine grofov Monfort iz Konstance. Genealogija rodbine Attems, natisnjena v Ljubljani leta 1681, pa na podlagi nekega rokopisa iz Čedada zastopa mnenje o izvoru iz Frankovske. Dejansko je grb frankovskih knezov identičen grbu Attemsov  in je še danes sestavni del grba Bavarske dežele. 
Na podlagi skromnih srednjeveških listin se rodbina prvič omenja leta 1025 v Furlaniji, z dednim gradom  Ahten (Attimis) (Ahten pri Nemah) pri Čedadu, ki leži na slovensko-romanski etnični meji. Mejni grof Atto, pravnuk italijanskega kralja Berengarja II., je dal zgraditi grad, ki se je po njem imenoval »grad Atto«, vendar v listinah nastopa ime različno, kot Atthymis, Attimis, Attemps, Attens, Attems.

## Zgodovina
Za ustanovitelja rodbine tako velja Henrik (umrl 1193), ker je bil njegov brat Arbo brez potomcev. V prvi polovici 13. stoletja se je rodbina razcepila na dve veji, Attems-Orzo (tudi Attimis-Orzo) in Attems-Tridente (tudi Attimis-Tridente), ki sta imeli vsaka svoj grb in sedež v furlanskem parlamentu.
Rodbina Attems-Orzo, katere člani so živeli  samo v Furlaniji, se je nadalje cepila na štiri veje, vendar so vse štiri do prve četrtine 19. stoletja izumrle. 

### Linija Attems-Tridente
Iz rodbine Attems-Tridente je izhajal Nikolaj (1424-83), ki je imel v zakonu z Marijo Magdaleno Breazzaco dva sinova, Friderika in Lenarta.  Lenart (1449-1529) je bil ustanovitelj rodu Attimis-Maniago, katerega člani so živeli predvsem v Furlaniji, rod je izumrl leta 1949. Friderik (1449-1517) pa je bil ustanovitelj razvejane rodbine avstrijskih Attemsov.  
Rodbina Attems se je pričela strmo vzpenjati s prehodom goriške grofije pod Habsburžane po letu 1500. Potem, ko je Beneška republika osvojila Furlanijo je del družine ostal na gradu Ahten, Nikolajev sin  Friderik (* 1447; † 1521) pa je leta 1473 odšel v Gorico in tam postal vodja urada zadnjega goriškega grofa Lenarta Goriškega. Friderik je bil kot takšen potrjen tudi po smrti Lenarta leta 1500, ko ga je rimsko-nemški cesar Maksimilijan I. leta 1506 imenoval za dednega upravitelja nove habsburške goriške grofije.

### Svetokriška linija
Friderikov sin Ulvin Volfgang je bil začetnik t. i. pečanske linije (Peč - Petzenstein, v bližini Mirna pri Gorici).
Frederikov prvorojeni sin Hieronim (1477-1556) je postal začetnik svetokriške linije (Vipavski Križ - Heiligenkreuz) in je bil v letih 1531-1544 goriški deželni glavar. 
Leta 1544 je postal regent notranjeavstrijske vlade, kasneje pa se je uveljavil tudi kot diplomat. Leta 1533 je tako bil cesarski poslanec  na kongresu v Tridentu, kjer so potekala pogajanja z Benečani, pozneje pa je sodeloval pri mirovnih pogajanjih Avstrije z Benetkami. Leta 1540 je podaril vrh Skalnice za zgraditev marijine božjepotne cerkve na Sveti Gori pri Gorici.
Njegov najmlajši sin Jakob Adam (1526-1590) je bil leta 1565 imenovan za deželnega glavarja in upravitelja Gradiščanske grofije. Cesar Maksimilijan II. ga je leta 1571 povzdignil v viteza zlate ostroge. 
Leta 1582 je dal nadvojvoda Karel poklicati Jakoba Adama na svoj dvor v Gradec, s čimer so prišli Attemsi v povezavo tudi s cesarskim dvorom v Pragi in na Dunaju. Nadvojvoda je Jakoba Adama imenoval tudi za vzgojitelja svojega sina Ferdinanda, kasnejšega cesarja Ferdinanda II.
Prvorojenec Jakoba Adama, Herman Attems (1564-1611) je mladost preživljal v Gorici, kasneje pa se je z očetom preselil v Gradec, kjer je do nadvojvodove smrti opravljal službo komornika. Leta 1607 ga je cesar Rudolf II. poklical na dvoru v Prago, kjer ga je imenoval za tajnega svetnika in dvornega mojstra. Herman je bil tako premožen, da je leta 1589 nadvojvodi Karlu posodil 90.000 goldinarjev. Od grofa Henrika Matije Thurn-Valsassina je Herman leta 1605 kupil posestvo Sveti Križ (Vipavski Križ), tega leta pa ga je nadvojvoda Ferdinand povzdignil v baronski stan. 
Rodbina je bila od cesarja Ferdinanda II. leta 1630 povzdignjena med  državne grofe Svetega rimskega cesarstva.

## Attemsi na Slovenskem
Na Slovenskem so Attemsi v Vipavski dolini pridobili posest Sveti Križ (danes Vipavski Križ), ki jo je kupil leta 1605 Friderikov vnuk Herman Attems (1564-1611) od grofov Thurn-Valsassina. Na Vipavskem Križu so dali Attemsi leta 1634 zgraditi kapucinski samostan.
Grof Ignacij Marija Attems (1652-1732) je po letu 1687 deloval v Gradcu, tedanjem središču vojvodine Štajerske. Z nakupi gradov in posestev na spodnjem Štajerskem je postal eden vodilnih aristokratov v tem delu dežele. Pridobil je gradove Podčetrtek, Štatenberg, Hartenštajn, Pilštanj, Brežice, Brestanico in Slovensko Bistrico. Konec 17. stoletja je dal postaviti dvorec Štatenberg, baročno prezidal in umetnostno opremil pa je starejše gradove v Brežicah, Podčetrtku in Slovenski Bistrici. Kupil je tudi gospostvo Gösting pri Gradcu z uradom Aigen. Z drugo poroko z grofico Kristijano Herberstein pa je pridobil še Grad Vurberk.
Attemsi so pridobili tudi nekaj pomembnejših položajev med cerkvenimi dostojanstveniki. Grof Ernest Amadej Attems je bil ljubljanski knezoškof, Jožef Oswald (1679-1744) lavantinski škof, grof Otokar (1815-1867) pa sekovski škof, ki je leta 1862 vodil pogrebno slovesnost za Antonom Martinom Slomškom. Grof Karel Mihael iz linije Attems-Petzenstein je bil prvi goriški nadškof.
Attemsi so bili vse do konca II. svetovne vojne tudi lastniki: dvorca Dornava, gradu Olimje, gradu Goričane in drugih. Po II. svetovni vojni je bila večina njihovega premoženja nacionalizirana, nekateri člani rodbine pa pobiti. 

Potomci Attemsov danes živijo v Italiji in Avstriji, z zakonom o denacionalizaciji pa so dobili vrnjene tudi nekatere nekdanje posesti na slovenskem Štajerskem.

## Predstavniki rodbine
V zgodovino rodbine so se zapisali številni njeni člani, ki so se proslavili s svojimi deli:
- Ignacij Marija Attems, ljubitelj umetnosti, zbiralec
- Ana (Marija Rozalija) Auersperg Attems, slikarka
- Ernest Amadej Attems, ljubljanski škof in knez
- Karel Mihael Attems, prvi goriški (nad)škof
- Maria Gertruda Attems, zgodovinarka
- Žiga Attems-Petzensteinski, zgodovinar in deželni upravitelj Goriške poknežene grofije

## Galerija
- Palača Attems v Gradcu na Sackstraße
- Dvorec Dornava
- Dvorec Štatenberg, notranje dvorišče
- Palača Attems-Gilleis na Dunaju
- Grad Podčetrtek
- Vila Attems-Gilleis v Badnu pri Dunaju

- Vila Attems-Petzenstein v Gradcu
- Dvorec Gösting pri Gradcu
- Dvorec - samostan Olimje
- Grad Slovenska Bistrica
- Notranjost gradu Slovenska Bistrica
- Viteška dvorana gradu Brežice